# انتون دورزاک
انتون دورزاک (انگلیسی: Anton Dworzak؛ زادهٔ ۳ مارس ۲۰۰۵) بازیکن فوتبال است.